# Лорсика
Ло̀рсика (на италиански: Lorsica; на лигурски: Lòrsega, Лорсега) е село и община в Северна Италия, провинция Генуа, регион Лигурия. Разположено е на 343 m надморска височина. Населението на общината е 513 души (към 2011 г.).
Административен център е село Фигароло (Figarolo).